# Vladimir Lenin
Vladimir Iljitsj Lenin (Russisch: Владимир Ильич Ленин, revolutionaire schuilnaam van Vladimir Iljitsj Oeljanov, Russisch: Влади́мир Ильи́ч Улья́нов) (Simbirsk (tegenwoordig Oeljanovsk), 22 april [O.S. 10 april] 1870 – Gorki (oblast Moskou), 21 januari 1924) was een Russisch revolutionair en de eerste premier van de Sovjet-Unie en naamgever van de marxistische stroming leninisme.

## Naam
De naam Lenin was een van zijn pseudoniemen. Hij zou deze naam hebben aangenomen als stellingname tegen Georgi Plechanov, die het pseudoniem Volgin gebruikte, naar de rivier de Volga. Oeljanov koos de rivier de Lena voor zijn pseudoniem, vanwege de parallel die getrokken kan worden tussen deze rivieren en de politieke meningen van de beide opponenten (de Lena stroomt tegengesteld aan de Volga en heeft bovendien een grotere lengte). Er bestaan echter meer theorieën over de oorsprong van het pseudoniem Lenin, waardoor het onzeker is waar het werkelijk vandaan komt.

## Jeugd en politieke opkomst

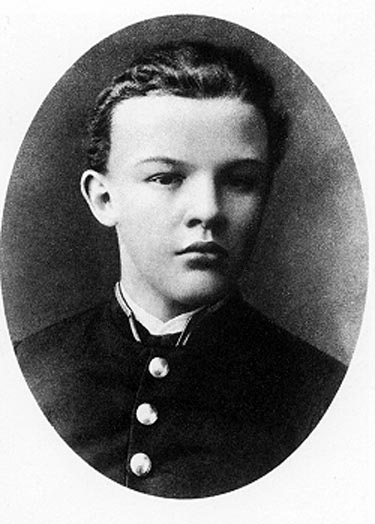
Lenin rond 1887

### Jeugd en studie
Lenins vader, Ilja Nikolajevitsj Oeljanov, stamde uit de arme lagere middenklasse van Astrachan. Zijn moeder had een Kalmukse achtergrond. Na de vroege dood van zijn ouders werd hij opgevoed door zijn oom Vasili, die een welvarende koopman en kleermaker was. Deze stelde hem in staat natuurkunde en wiskunde te studeren, waarna hij aan de slag ging als leraar op een middelbare school. Ilja wist carrière te maken in het onderwijs en werd uiteindelijk inspecteur van 450 openbare scholen. Hij ontving de onderscheiding van de orde van St. Vladimir, waardoor hij tot de erfelijke adelstand behoorde.
Ilja Nikolajevitsj trouwde in 1863 met Maria Alexandrovna Blank. Maria was de dochter van een Joodse arts uit Sint-Petersburg, die getrouwd was met een Duitse koopmansdochter. Ze was geschoold in de Russische literatuur en beheerste de talen Duits, Engels en Frans. Maria was een lutherse, maar stond onverschillig tegenover het geloof. De zes kinderen die Maria en Ilja kregen werden weliswaar gedoopt maar kregen vooral van Ilja een Russisch-orthodoxe opvoeding. Lenins ouders waren monarchist, liberaal conservatief en steunden het emancipatiehervormingsprogramma van 1861 geïntroduceerd door tsaar Alexander II.
Lenin was een fervent sporter en hield van schaken, maar zijn vader drong aan op een studerend leven. Lenin bleek over intellectuele gaven te beschikken en excelleerde op het gymnasium. Hij hielp zijn oudere zus met Latijn en gaf een Tsjoevasjische medestudent bijles. Lenin werd, net als zijn oudere broer Aleksandr Oeljanov, al op jonge leeftijd beïnvloed door het socialisme. Zijn broer Aleksandr bestudeerde geschriften van de verboden linkse schrijvers als Dimitri Pisarev, Nikolaj Dobroljoebov, Nikolaj Tsjernysjevski en Karl Marx. Uiteindelijk werd Aleksandr in verband gebracht met een geplande moordaanslag op tsaar Alexander III van Rusland en in 1887 ter dood veroordeeld en opgehangen. Lenin deed kort daarna eindexamen aan het gymnasium. Ondanks het familiedrama leden zijn prestaties er nauwelijks onder: hij eindigde als tweede van zijn klas.

### Politiek betrokken
Lenin was na de dood van zijn broer politiek betrokken geraakt en werd marxist. Hij bestudeerde de werken van Nikolaj Tsjernysjevski, Karl Marx en Plechanov op het landgoed van zijn grootouders van moederskant. In 1887 werd hij toegelaten tot de Universiteit van Sint-Petersburg en in 1891 studeerde hij af in de rechten en kon hij zich als advocaat vestigen. Tijdens de hongersnood van 1891 klaagde Lenin arme boeren aan bij de rechtbank wegens het beschadigen van zijn landgoed. Bijna zijn gehele inkomen voor 1917 kwam uit de pachtsommen en later de rente van de verkoop van het landgoed van zijn moeder. Daarnaast kreeg hij ook geld uit de partijkas. In 1893 sloot hij zich aan bij een Petersburgse groep marxistische sociaaldemocraten, later bij de Bond voor de Bevrijding van de Arbeid. In 1895 werd hij gearresteerd en zat hij korte tijd vast, van 1897 tot 1900 leefde hij als balling in Siberië. Kort daarvoor was hij in het huwelijk getreden met Nadezjda Kroepskaja, evenals Lenin een overtuigd marxist, zodat zij hem in ballingschap mocht vergezellen.

### Balling in Europa
Na hun ballingschap in Siberië leefde het echtpaar in ballingschap in Londen, later in Zwitserland. Op het congres van de Russische Sociaaldemocratische Arbeiderspartij van 1903 in Londen ontstond er een scheuring in de RSDAP tussen enerzijds de mensjewieken rond Julius Martov en anderzijds de bolsjewieken rond Lenin. De scheuring ontstond door onenigheid over de voorwaarden voor lidmaatschap van de partij. Martov wilde iedereen toelaten die het partijprogramma erkende en bereid was de regels te volgen. Lenin wilde dat het lidmaatschap beperkt bleef tot beroepsrevolutionairen. Martov beschouwde de denkbeelden van Lenin als de verwerping van de marxistische leerstelling dat het proletariaat dankzij economische ontwikkelingen een revolutionair klassenbewustzijn zou krijgen. Volgens Lenin konden arbeiders alleen door het werk van een gecentraliseerde partij een revolutionair bewustzijn verkrijgen. Martovs visie werd gesteund door 28 stemmen tegen 23. Martov werd onder andere gesteund door Trotski. Toen de vijf Joodse socialisten van de Bund – wiens autonomie als lidorganisatie binnen de RSDAP was afgewezen – en reformistische vakbondslieden (de “economisten”) boos de vergadering hadden verlaten, werd het standpunt van Lenin ondersteund met een meerderheid van 19 tegen 17. De aanhangers van Lenin werden de bolsjewieken genoemd, naar het Russische woord voor meerderheid. Martovs volgelingen werden de mensjewieken genoemd, naar het Russische woord voor minderheid. Er waren ook meningsverschillen over zetels in het Centraal Comité en de krant van de partij, omdat Lenins tegenstanders vonden dat het Congres hun te weinig zetels had toegekend. Overigens ontstonden er nog meer vleugels binnen de RSDAP. Het blad van de bolsjewieken werd het door Lenin gestichte Vperjod (Voorwaarts) genoemd.
Na de revolutie van 1905 keerde Lenin naar Rusland terug. Lenin en de bolsjewieken boycotten het zojuist opgerichte parlement, de Doema, en riepen op tot een proletarische revolutie. Toen na het ontbinden van de Tweede Doema door tsaar Nicolaas II van Rusland in 1907 de conservatieven de macht kregen, ging Lenin weer terug naar Zwitserland. Lenin steunde de overvallen op postkantoren, stations, treinen en banken om de partijkas aan te vullen. Onder leiding van Leonid Krasin begonnen bolsjewieken gewelddadige overvallen te plegen. Een van de bekendste “onteigeningen” is de gewapende overval op de bank in Tbilisi (Tiflis) in Georgië medegeorganiseerd door Jozef Stalin. In 1906 was Lenin een voorstander van de vereniging van de mensjewieken en bolsjewieken, maar tijdens het Vierde Partijcongres van de RSDAP in Stockholm werd dit voorkomen door de veroordeling van de bolsjewistische bankovervallen door de mensjewieken. In Zwitserland probeerde hij de bankbiljetten in te ruilen die gestolen waren in Tbilisi en die identificeerbare serienummers bezaten. In 1912 kwam het tot een volledige breuk met de mensjewieken en richtte Lenin de krant Pravda (De Waarheid) op.
Tijdens de Eerste Wereldoorlog woonde Lenin de links-socialistische congressen van Zimmerwald en Kienthal bij. Lenin bepleitte de oprichting van een Derde Internationale. Het geheime politieke adresboek van Lenins groep bevatte in 1916 slechts tien actieve leden in Rusland zelf. In februari 1917 brak de Februarirevolutie in Rusland uit. De directe aanleiding daarvoor was het slechte verloop van de oorlog tegen Duitsland en Oostenrijk. Tsaar Nicolaas II deed afstand van de troon en er kwam een Voorlopige Regering. Volgens de gangbare marxistische opvatting volgde er pas lang na een burgerlijke revolutie een proletarische of socialistische revolutie. Marx zelf achtte het het waarschijnlijkst dat dit zou gebeuren in het land waar het kapitalisme het sterkst ontwikkeld is. Met zijn theorie over het imperialisme (onder andere in "Het imperialisme als laatste stadium van het kapitalisme") ontwikkelde Lenin de stelling dat een burgerlijke revolutie meteen zou kunnen omslaan in een proletarische revolutie, als in het betreffende land de arbeidersklasse beter georganiseerd was en een hoger bewustzijn heeft, terwijl de kapitalistenklasse betrekkelijk zwak staat. Volgens Lenin was een socialistische revolutie dus mogelijk in de nabije toekomst.

### Duitse hulp

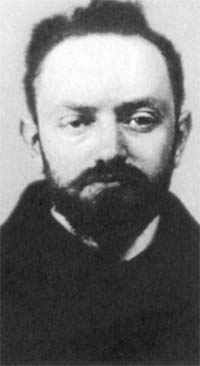
Yakov Ganetsky

Met de hulp van Parvus (alias van Alexander Israel Helphand, in Kopenhagen) en de Duitse regering, die, nog altijd in oorlog met Rusland, het nieuwe regime wilde verzwakken, keerde Lenin met 32 Russische revolutionairen, na een reis van Bern (Zwitserland), door Duitsland, Zweden en Finland in april 1917 terug in Rusland, waar hij door zijn volgelingen luid werd begroet. Parvus stond enerzijds via Ulrich von Brockdorff-Rantzau, de Duitse minister in Kopenhagen, in contact met de Duitse staatssecretaris Arthur Zimmermann en kanselier Theobald von Bethmann-Hollweg in Berlijn. Parvus stond anderzijds via Ganetsky (alias van de Pool Jacob Fürstenberg) met Lenin in contact. Al in augustus 1915 had Brokdorff-Rantzau de Duitse ondersecretaris geschreven over de inzet van Parvus, al kon het mogelijk riskant zijn 'de machten achter Helphand' te gebruiken. Richard von Kühlmann, Duitse minister van Buitenlandse Zaken, schreef 3 december 1917 aan de kaiser: 'Het was pas nadat de bolsjewieken een voortdurende stroom aan fondsen via verschillende kanalen en onder verschillende labels hadden ontvangen, dat zij in staat waren om hun hoofdorgaan Pravda op te bouwen, energieke propaganda te voeren en dankbaar de van oorsprong smalle basis van hun partij uit te breiden.' De reis door Duitsland was toegestaan, gefaciliteerd en gefinancierd door de Duitse Generale Staf. Lenins reis naar Rusland was deel van een plan dat goedgekeurd was door het Duitse Oppercommando, maar de kaiser was blijkbaar niet direct op de hoogte. Volgens Antony Sutton was de kaiser zich niet van de revolutionaire beweging bewust, tot Lenin al in Rusland was doorgedrongen. Toch zou Lenin geen Duitse agent zijn geweest. Lenin en Duitsland hadden verschillende doelen: Lenin wilde een marxistische dictatuur en Duitsland wilde als eerste na de oorlog toegang hebben tot de Russische markt.
Lenin vestigde zich in Petrograd.

## Oktoberrevolutie
Direct na aankomst toog Lenin aan het werk en stelde de befaamde Aprilstellingen op (zie Russische Revolutie). In de Aprilstellingen riep Lenin op tot de vorming van een socialistische regering en alle macht aan de sovjets. De juliopstand die kort daarop onder leiding van de bolsjewieken plaatsvond, liep uit op een mislukking en Lenin vluchtte naar Finland waar hij ondergedoken leefde. Vanuit zijn schuiladres bleef hij de bolsjewieken oproepen om tot een opstand te komen. Dankzij Duitse geldstromen kon de oplage van de Pravda explosief groeien naar driehonderdtwintigduizend exemplaren en het ledenaantal van de bolsjewieken vertienvoudigde tot tweehonderdduizend. Lenin vond steun bij de groep rond de revolutionair Trotski, die zich met zijn groep bij de Bolsjewieken aansloot. In september poogde de rechtse generaal Lavr Kornilov via een staatsgreep de macht naar zich toe te trekken. Premier Aleksandr Kerenski wist dit echter te voorkomen. Lenin keerde uit Finland terug en gebood de oprichting van de Rode Garde, zogenaamd om de arbeiders en matrozen de revolutionaire regering te steunen en te verdedigen, maar in werkelijkheid om een revolutie te ontketenen. Premier Kerenski van de Voorlopige Regering had zijn handen vol en greep niet in. Op 25 oktober 1917 (volgens de in Rusland toen geldende Juliaanse kalender) pleegde de Rode Garde van de bolsjewieken een staatsgreep, steden werden bezet en gebouwen werden ingenomen, deze gebeurtenis ging de geschiedenis in als de Oktoberrevolutie. De Voorlopige Regering werd gevangengenomen, alleen minister-president Kerenski wist te ontkomen. Er werd een revolutionaire regering gevormd bestaande uit Bolsjewieken.

## Regeringsleider

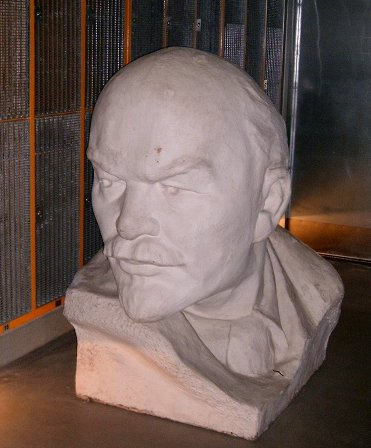
Buste van Lenin in Tallinn

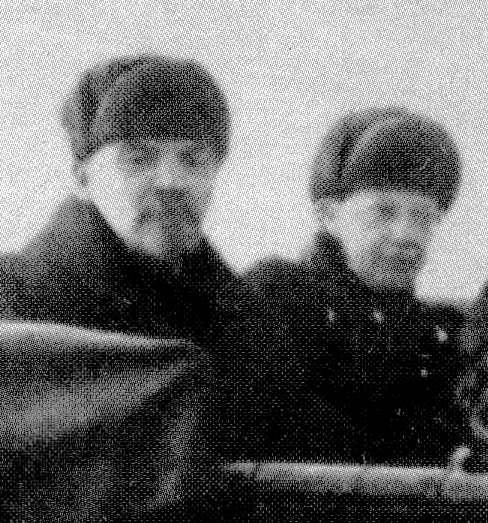
Lenin en zijn vrouw Nadezjda Kroepskaja

Na de Oktoberrevolutie kreeg de nieuwe regering de naam Raad van Volkscommissarissen (dat wil zeggen ministerraad). Trotski had die naam verzonnen om zich te distantiëren van de 'burgerlijke' ministerraden van de westerse landen en daarmee werd ook duidelijk dat de nieuwe Russische regering een volledige breuk wenste met het kapitalistische Westen. Lenin werd voorzitter van de Raad van Volkscommissarissen (premier). Tevens leidde Lenin het centraal comité van de Bolsjewistische Partij, die vanaf februari 1918 de naam Russische Communistische Partij kreeg.
In december 1917 vormde Lenin zijn tweede regering, een coalitieregering (tevens de laatste coalitieregering in Sovjet-Rusland; in 1918 werden de coalitiegenoten uit de regering gezet), waarin ook leden van de Linkse Sociaal-Revolutionaire Partij zitting hadden. De nieuwe regering zond een afvaardiging om vrede te sluiten met de Centralen (Duitsland, Oostenrijk-Hongarije, Bulgarije en Turkije). De eerste besprekingen mislukten, maar op 3 maart 1918 werd de vrede van Brest-Litovsk gesloten. Rusland onttrok zich aan de Eerste Wereldoorlog, maar in eigen land begon de Russische Burgeroorlog. Voormalige tsaristische officieren, burgerlijke politici, een deel van de sociaaldemocraten (mensjewiki) en de sociaal-revolutionairen begonnen de nieuwe communistische regering te bestrijden. Deze 'Witte Legers' bestreden gedurende drie jaar de 'Rode Legers'. In 1921 kwam de burgeroorlog formeel tot een 'einde' hoewel het nog tot 1924 onrustig zou blijven in Rusland, in Turkestan zelfs tot 1926 (op enkele gewapende groepen van de Basmatsjiopstand na, die doorvochten tot in de jaren dertig).

## Economisch beleid

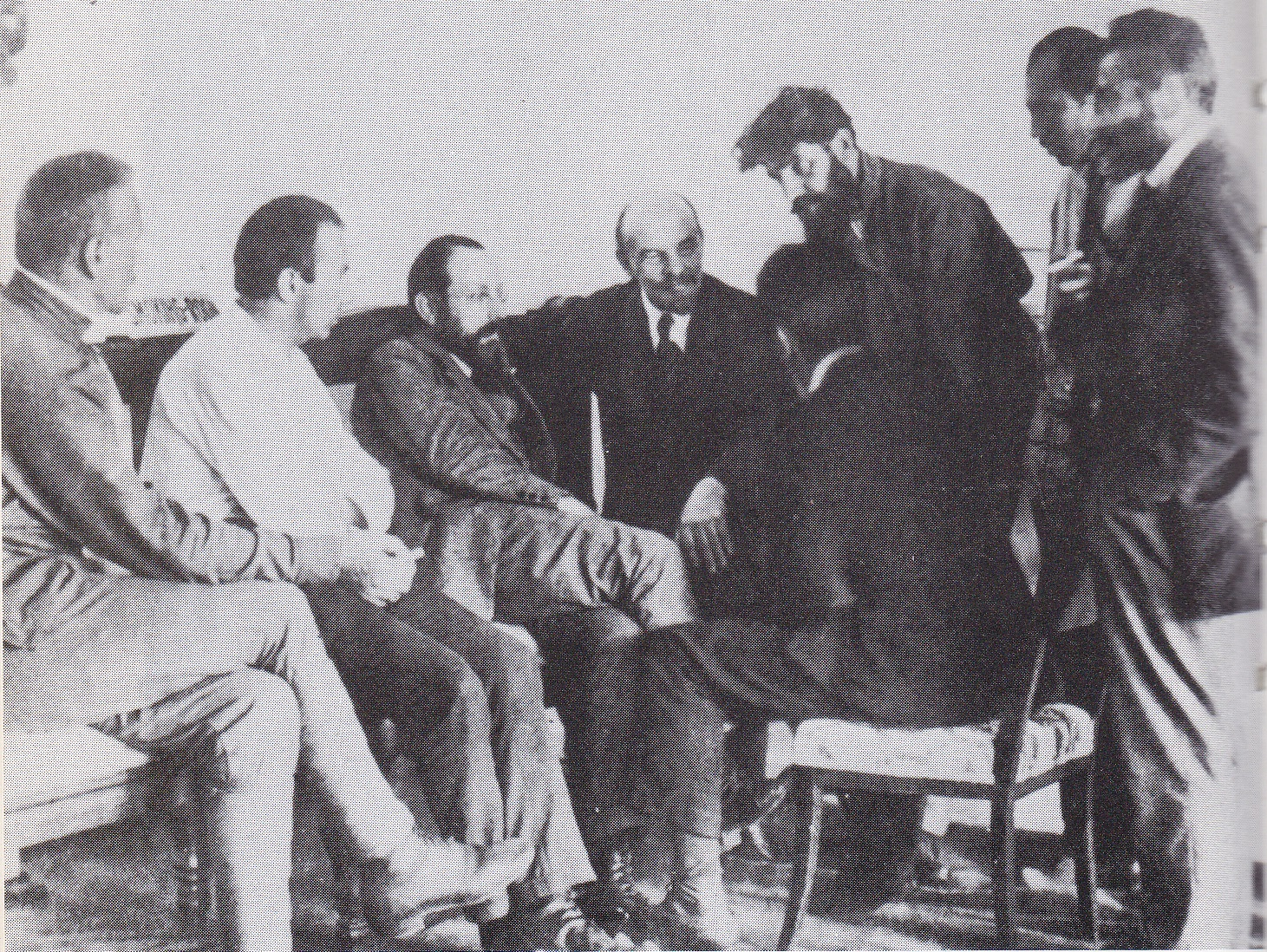
Lenin tijdens de Komintern 1920, met o.a. Henk Sneevliet

Marxisme-Leninisme betekent op economische vlak nationalisatie en gemeenschappelijk grondbezit. Tijdens de burgeroorlog was inderdaad alles in handen van de staat. Onder Lenin werd door de bolsjewieken in 1918 het oorlogscommunisme ingevoerd. Onder het oorlogscommunisme werden de industrieën genationaliseerd en werd alle landbouw gecentraliseerd (Prodrazvyorstka). Privébedrijven werden illegaal, de staat kreeg het monopolie over de handel met het buitenland en voedsel en andere primaire levensbehoeften werden gerantsoeneerd om ze beter te kunnen verdelen. Deze aanpak was rampzalig voor zowel landbouw als industrie en eiste zijn tol in het reeds door oorlog verscheurde Rusland. De sterk teruggelopen productie in de industrie en landbouw, gecombineerd met 7 jaar oorlog en een droogte leidden tot de Russische Hongersnood van 1921, waarbij miljoenen doden vielen. Meerdere stakingen braken uit in Rusland, met als keerpunt voor het oorlogscommunisme de Opstand van Kronstadt in maart 1921.
In 1921 introduceerde Lenin de Nieuwe Economische Politiek (NEP). De NEP voorzag in een gemengde economie: een deel der economie bleef genationaliseerd een ander deel werd privébezit. Dit is niet dogmatisch marxistisch - dat wist Lenin zelf ook wel - maar getuigt van realisme. De NEP bracht Rusland economisch gezien terug naar het peil van 1913.

## De Rode Terreur
Lenin trad steeds hard op tegen opstandige Russische boeren en arbeiders, alsook tegen critici en politieke tegenstanders. Een goed voorbeeld hiervan vormt het neerslaan van de opstand van de Poetilov-fabriek. Ook de Kronstadtopstand werd hardhandig onderdrukt. Toen er, waarschijnlijk door Fanny Kaplan, op 30 augustus 1918 een aanslag op zijn leven werd gepleegd (zijn gezondheid verminderde vanaf die tijd en zijn latere hartaanvallen worden toegeschreven aan dit incident), werd de Rode Terreur uitgevaardigd door de bolsjewieken. Hoewel Lenin aan het hoofd stond van een dictatuur was hij geen alleenheerser. Alle belangrijke besluiten, ook die van Lenin, moesten formeel steeds worden goedgekeurd door de Partij. Lenin bezat niet de macht om de belangrijkste partijorganen, het Centraal Comité en het politbureau, uitsluitend te vullen met jaknikkers, iets wat Stalin (overigens pas eind jaren dertig) wél voor elkaar zou krijgen. De benaming Rode Terreur is afgeleid van het Franse "La Grande Terreur", een periode tijdens de Franse Revolutie waarin "vijanden van de revolutie" gedood werden.
Nadat Lenins partij de macht over heel Rusland kreeg werd de oorlog gestart tegen de tegenstanders van het communisme en tegen hen die daarvan verdacht werden. Onschuldige burgers werden beschuldigd van samenzwering tegen de partij en werden gedood of naar strafkampen gestuurd. De landhuizen van grondbezitters werden in brand gestoken en de burgerij werd gedwongen vernederende arbeid te verrichten. De vroegere elite van het tsaristische Rusland was overgeleverd aan de genade van de bolsjewieken. De voormalige Russische tsaar Nicolaas II, zijn vrouw en kinderen werden zonder proces geëxecuteerd met toestemming van Lenin. In deze periode van onrust kwam er een uittocht van de intelligentsia op gang. Veel Russen weken uit naar de Verenigde Staten, West-Europa en andere landen.
In december 1917 schreef Lenin in het artikel Hoe concurrentie te organiseren?: “In de ene plaats zullen de rijken, de schurken, de arbeiders die niet willen werken, in de cel belanden. (…) In een andere plaats zullen ze gedwongen worden de latrines schoon te maken. Weer ergens anders zullen ze na hun gevangenisstraf een geel merkteken krijgen, zodat iedereen weet dat ze schadelijk zijn en hen in de gaten kan houden. Nog ergens anders kan één op de tien leeglopers worden neergeschoten.”
Lenin publiceerde in februari 1918 het decreet Het Socialistische Vaderland is in gevaar!, waarin stond dat vijandelijke agenten, profiteurs, plunderaars, hooligans, agitatoren en spionnen ter plekke doodgeschoten moesten worden, dat wil zeggen zonder rechtszaken of bewijsvergaring. Ook werd bevolen om burgers te dwingen om loopgraven te graven en diegenen die zich hiertegen verzetten moesten doodgeschoten worden.
In een telegram van 11 augustus 1918 aan leidende communisten in Penza geeft Lenin persoonlijk de opdracht om niet minder dan 100 personen op te hangen. In het telegram schrijft Lenin: “Hang (en zorg ervoor dat het hangen plaatsvindt in het volle zicht van de mensen) niet minder dan honderd bekende koelakken op, rijke mannen, bloedzuigers. (…) Doe het op zo’n manier dat honderden kilometers in de omtrek de mensen zien, beven, weten, roepen: ze wurgen ze, en ze zullen ze wurgen tot de dood erop volgt, die bloedzuigende koelakken.”
Onder het bewind van Lenin brak de Russische hongersnood van 1921 uit ten gevolge van droogte en de grootschalige voedselinbeslagnames door de bolsjewieken.

## Lenin en Stalin

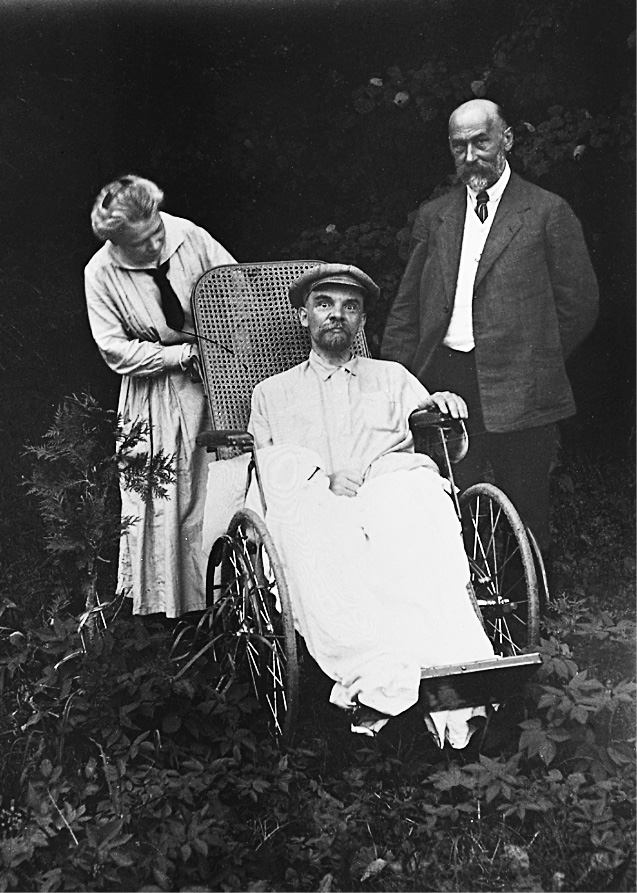
Lenin in de zomer van 1923. Links zijn zus Maria en rechts een arts.

Brief aan het Congres 4 januari 1923. Genoteerd door L.F.:
"Stalin is te grof, en deze fout, die in de betrekkingen tussen ons, communisten, heel goed te verdragen is, wordt onverdraaglijk als zij de algemene secretaris betreft. Daarom stel ik de kameraden voor dat zij een manier bedenken om Stalin over te plaatsen en een andere man op deze plaats te benoemen die zich slechts op één punt gunstig van kameraad Stalin onderscheidt: hij moet toleranter, loyaler, beleefder en attenter voor zijn kameraden zijn, minder grillig, enzovoorts. Deze kwestie lijkt misschien ontzettend onbelangrijk. Maar ik geloof dat ze, als we een scheuring willen vermijden, en als we wat ik hiervoor over de wederzijdse betrekkingen tussen Trotski en Stalin schreef, in gedachten houden, geen futiliteit is, of verder gezegd, ze is een futiliteit die van doorslaggevende betekenis zou kunnen worden.
Lenin"

## Lenin en de partij
Lenin wordt gezien als de grondlegger van het communistisch partijwezen in Rusland. De Russische Communistische Partij (zoals de bolsjewistische partij sinds 1918 heette) werd door Lenin een strak en centraal geleide politiek waar het democratisch centralisme werd ingevoerd. Dit betekent dat wanneer het Centraal Comité een meerderheidsbesluit had genomen, de minderheid, die dat besluit voorheen bestreed, zich bij die meerderheid moest neerleggen. Die minderheid moest van harte helpen dat besluit ten uitvoer te brengen. Dit versterkte de positie van Lenin, die altijd wel een meerderheid in het Centraal Comité op zijn hand wist te krijgen. Het instellen van een verbod op fractievorming in de Partij bezorgde de partijleiding de gewenste macht om opstandige leden te kunnen royeren naar believen. Dit droeg in niet geringe mate mee aan de vorming van de dictatuur van Jozef Stalin, alsmede van andere communistische leiders.
Lenin had echter minder behoefte aan het concentreren van staats- en partijfuncties in dezelfde personen, iets wat na zijn dood in de USSR en in andere communistische landen vaak zou gebeuren. Lenin gaf zijn voorzitterschap van het Centraal Comité op (dat gaf hij aan Stalin, die ongemerkt zijn macht verder uitbouwde) en behield slechts het voorzitterschap van het kabinet.
Volgens de marxistische doctrine - die Lenin op dit punt nauwgezet volgde - zou de staat op den duur afsterven. Lenin geloofde hier tot zijn dood vurig in: de wereldrevolutie leek dichterbij dan ooit. In zijn optiek zouden de mensen als broeders en zusters (kameraden) vreedzaam samenleven in de proletarische wereld, daarin was een regering niet meer nodig. Tot die tijd (tot de fase van het werkelijke communisme was bereikt), was de staat echter noodzakelijk en moest zij krachtig zijn.
Lenin werd na zijn dood als partijleider opgevolgd door Stalin. Later bleek dat Lenin zich negatief had uitgelaten over Stalin en andere partijleden. Ook Kroepskaja, Lenins vrouw, was niet zo te spreken over Stalin.

## Laatste jaren

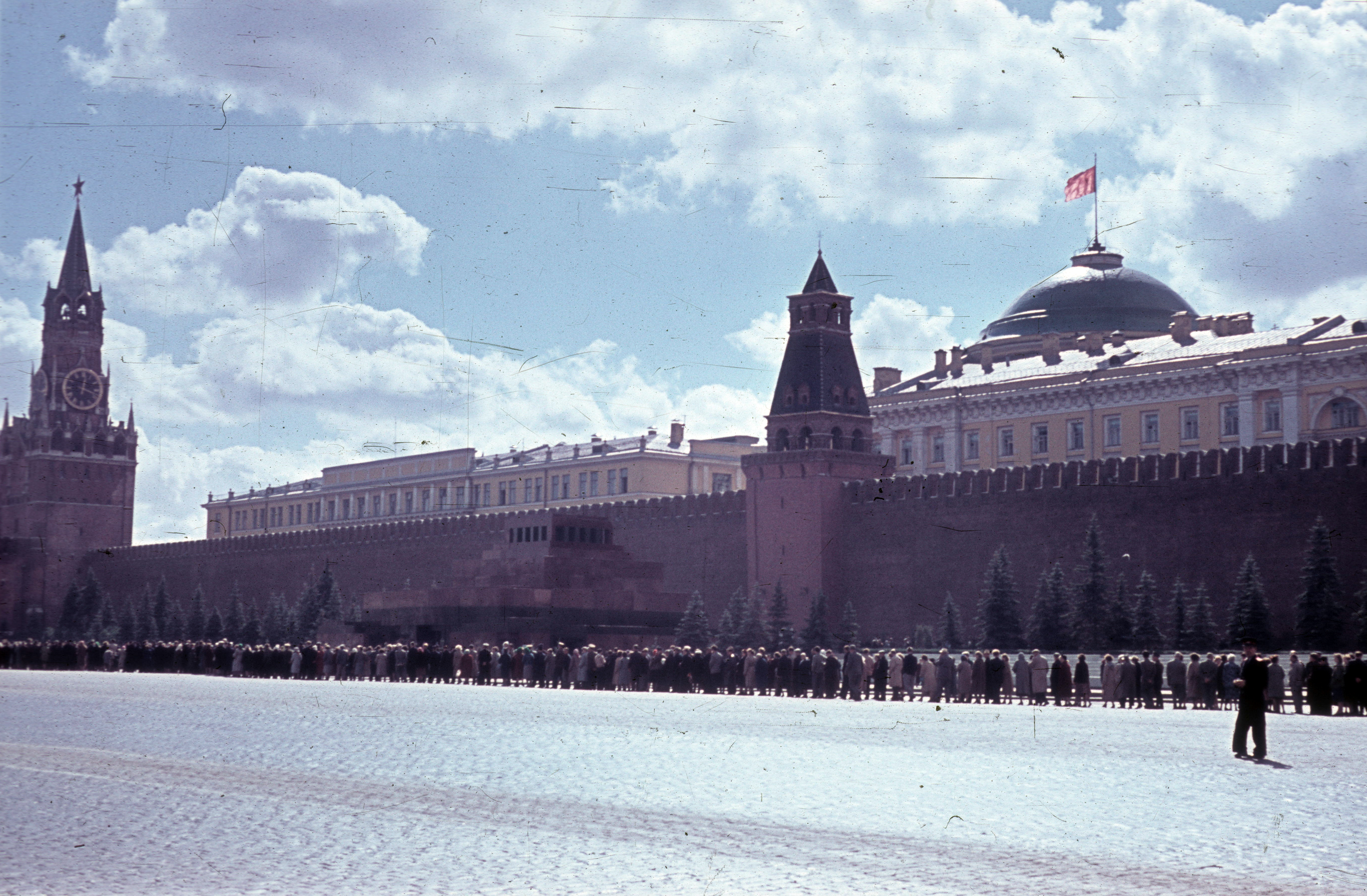
Bezoekers aan het Leninmausoleum (links van het centrum voor de muur) in 1971.

Op 25 mei 1922 werd Lenin getroffen door een beroerte, waardoor de rechterkant van zijn lichaam bijna geheel verlamd raakte. Bij een latere beroerte werd Lenin van zijn spraakvermogen beroofd. Uiteindelijk overleed hij op 21 januari 1924 in Gorki, een dorpje op 35 km ten zuiden van Moskou. Hoewel zijn weduwe Kroepskaja het er niet mee eens was, werd zijn gebalsemde lichaam permanent tentoongesteld in een mausoleum op het Rode Plein in Moskou, waar hij nog steeds ligt. Iedere twee weken wordt zijn lijk speciaal behandeld en regelmatig moet het goed worden opgeknapt.

## Uitstraling

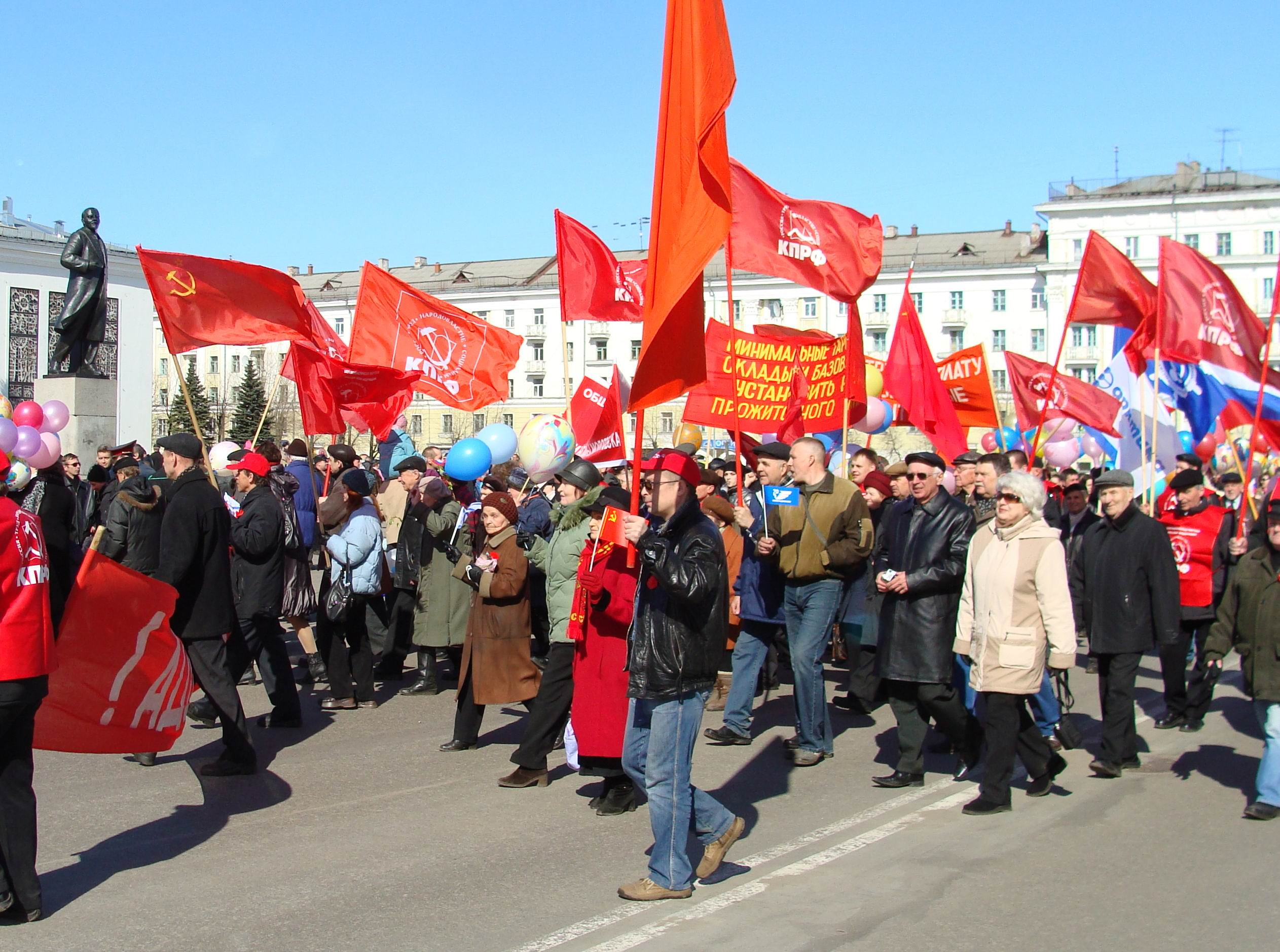
1 mei 2009: de parade voor de Dag van de Arbeid in Severodvinsk passeert langs het standbeeld van Lenin.

De cruciale rol van Lenin in de Oktoberrevolutie en de stichting van de Sovjet-Unie wordt door niemand betwist, maar de aanhangers van de omvergeworpen regering en de revolutionairen hadden elk hun eigen redenen om Lenin af te schilderen als een koele, geniale planner en briljante strateeg tegen wie de Witten geen kans maakten. Tijdens de Koude Oorlog werd dit beeld in beide kampen nog verscherpt. Ondertussen is gebleken dat de bolsjewistische opstand vaag gepland en amateuristisch uitgevoerd werd, met weinig betrokkenheid van het volk en dat hij alleen slaagde, omdat de tegenstanders (zowel de regering als de andere oppositiepartijen) zich nog minder competent gedroegen. Lenin was een romantische ziel die van bergwandelingen hield en plantensoorten determineerde. Tijdens en na de revolutie was hij vaak onderhevig aan onbeheerste driftbuiten. Gedurende 10 jaar onderhield hij een passionele buitenechtelijke relatie. Niettemin leeft hij tot vandaag (2017) in de herinnering van vele Russen voort als een superheld, een ultiem bewijs dat Rusland een sterke leider behoeft. Het Poetin-regime heeft zijn mausoleum zorgvuldig gerestaureerd en hoewel elke bezoeker maar 5 minuten krijgt om zijn mummie te groeten, staan er permanent lange wachtrijen.
De nadruk die Lenin in zijn revolutionaire theorie legde op de imperialistische aard van het kapitalisme, interesseerde veel leiders en medestanders van onafhankelijkheidsbewegingen in de derde wereld tussen 1945 en 1989. Ook de rol van de westerse wereld in gewapende confrontaties tijdens de Koude Oorlog lokte van de politieke linkerzijde in westerse democratieën leninistisch geïnspireerde kritiek uit. De belangrijkste "concurrerende" inspiratiebron voor linkse revolutionairen, Mao Zedong, verloor aan invloed na de dood van Mao en de toenadering tussen China en de Verenigde Staten in de jaren 1970. Het uiteenvallen van de Sovjet-Unie in 1991 luidde evenwel het einde in van veel georganiseerde leninistische bewegingen in het Westen.
De opvallende gelaatstrekken en de grote politieke invloed van Lenin maakten hem vooral in het Oostblok tot een geliefkoosd onderwerp van standbeelden, waarvan er vele verwijderd werden na de val van de socialistische dictaturen in datzelfde Oostblok. Er zijn echter nog bewonderaars en in 2020 richtten Duitse communisten in Gelsenkirchen een oud beeld van hem opnieuw op. In 1994, op het hoogtepunt van de "ontmaskering" van Lenin (eigenlijk: de analyse van de cultus rond zijn persoon) door nieuw historisch onderzoek na de val van de Sovjet-Unie, bleek uit een sociologische studie in Rusland dat Lenin nog steeds de op één na populairste historische figuur was (33,6 procent, tegen Peter de Grote met 40,6 procent).